# Anthyllis apennina
Espèce
Anthyllis apennina est une espèce de plantes dicotylédones de la famille des Fabaceae, sous-famille des Faboideae. C'est un plante herbacée originaire de l'Italie.

## Description
Cette espèce, décrite en 2021, est endémique de l'Apennin central (Latium et Abruzzes). Elle est très proche d'Anthyllis pulchella et appartient au complexe d'espèces « Anthyllis vulneraria » très variable morphologiquement.

C'est une plante herbacée annuelle, ramifiée, à port dressé ou plus ou moins étale. Les tiges peuvent atteindre 160 à 330 mm de haut.
Les feuilles alternes, sont pennées, avec la face inférieure poilue et la face supérieure glabre. Chaque tige porte de 2 à 5 inflorescences en forme de capitules composés de nombreuses fleurs jaune pâle ou teintées de rose.
Le fruit est une gousse de 4 mm de long environ contenant une seule graine d'environ 2 millimètres.
L'épithète spécifique, « apennina », est un adjectif latin qui fait référence aux Apennins dont l'espèce est endémique.